# Ранчор Прайм
Ранчо́р Прайм (англ. Ranchor Prime; также известен как Ранчо́ра Да́са, IAST: Raṇcora Dāsa; имя при рождении — Ричард Прайм, англ. Richard Prime; род. 1950, Лидс, Англия) — британский общественный деятель, писатель и исследователь индуизма, автор книг на тему индуизма и экологии. Ранчор Прайм — член Международного общества сознания Кришны (ИСККОН) и ученик его основателя Бхактиведанты Свами Прабхупады. Прайм является автором перевода «Бхагавад-гиты» на английский язык, изданного с иллюстрациями известного индийского художника Б. Г. Шармы.
Ранчор Прайм является советником по вопросам религии британской организации Alliance of Religions and Conservation, а также основателем и директором экологической благотворительной организации «Друзья Вриндавана», деятельность которой направлена на защиту окружающей среды в индуистском месте паломничества Вриндаване.